# José Ignacio Munilla Aguirre
José Ignacio Munilla Aguirre (Zumarraga, Espanha, 13 de novembro de 1961) é um bispo católico espanhol, atual bispo de Orihuela-Alicante.

## Biografia
José Ignacio Munilla Aguirre estudou teologia e filosofia católica no Colegio del Sagrado Corazón de Mundaiz de Donostia-San Sebastián e no seminário de Toledo. Ele recebeu o sacramento da ordenação em 29 de junho de 1986. Munilla Aguirre tornou-se vigário na paróquia de Nuestra Señora de la Asunción em Zumarraga. José Ignacio Munilla Aguirre é formado em espiritualidade pela Faculdade Teológica do Norte da Espanha em Burgos.
Em 24 de junho de 2006, o Papa Bento XVI o nomeou Bispo de Palência. O núncio apostólico na Espanha, arcebispo Manuel Monteiro de Castro, doou-lhe a ordenação episcopal em 10 de setembro do mesmo ano; os co-consagradores foram o bispo de San Sebastián, Juan María Uriarte Goiricelaya, e o bispo de Orihuela-Alicante, Rafael Palmero.
Papa Bento XVI o nomeou bispo de San Sebastián em 21 de novembro de 2009. A inauguração ocorreu em 9 de janeiro de 2010.
Munilla, que é considerado muito conservador e "voltado para o passado", teve que lutar contra a resistência em sua diocese basca desde o início. Um grupo de sacerdotes da diocese, que incluía 85 párocos (77% do clero de Gipuzkoan) e 11 dos 14 reitores da diocese, assinaram um apelo antes da inauguração pedindo ao então presidente da Conferência Episcopal Espanhola, o Cardeal Rouco Varela, e ao Papa Bento XVI, o cancelamento da nomeação.
Após seis anos de pontificado, o bispo, segundo críticos, que ainda incluem grande parte do clero, preencheu todos os cargos importantes na hierarquia diocesana com seguidores de sua clientela. De acordo com fontes internas, a vida da igreja em Gipuzkoa estagnou sob o bispo Munilla e quase parou. No final de 2018, houve novamente protestos públicos contra o bispo porque ele havia entrado no lucrativo negócio hoteleiro local com os ativos da igreja de sua diocese, que os críticos não consideraram eticamente justificável para um bispo.
No dia 7 de dezembro de 2021, o Papa Francisco nomeou-o Bispo de Orihuela-Alicante. Sua posse se deu em 12 de fevereiro do ano seguinte.